# フェネンナ・クヤフスカ
フェネンナ・クヤフスカ（Fenenna kujawska/inowrocławska、1268/77年 - 1295年）は、ハンガリー王アンドラーシュ3世の妃。イノヴロツワフ公ジェモミスウの娘、母はポモジェのルビシェヴォ公サンボル2世の娘サロメア。
フェネンナはハンガリー語の史料のほか、「聖ヤドヴィガの系統図」とヤン・ドゥゴシュの年代記という2つのポーランド語史料の中に登場している。「系統図」はジェモミスウ公の名称不明の娘がハンガリー王と結婚したとしている。この情報をもとに、ヤン・ドゥゴシュは彼女がイシュトヴァーン5世と結婚したと主張した。ドゥゴシュの情報の誤りは19世紀までの歴史研究の結果、アンドラーシュ3世の妃であると訂正された。
フェネンナがハンガリー宮廷で重要な役割を果たすことはなかったが、ハンガリー王妃としての彼女の存在は、夫アンドラーシュ3世と父方の叔父ヴワディスワフ1世短躯王との同盟関係を強化し、実家クヤヴィ公家の親族たちがライバル関係にあったボヘミア王ヴァーツラフ2世に対して優位に立つことにつながった。アンドラーシュ3世の死後間もなく、国王夫妻の一人娘エルジェーベトは、ハンガリー王位を要求するヴァーツラフ3世と一時婚約していた。

## 生涯
フェネンナの両親は「聖ヤドヴィガの系統図」から判明している。両親の結婚は1268年の上半期頃のことであった。もし彼女が公爵夫妻の長子であれば、彼女は同年の暮れ頃に生まれたことになる。フェネンナが結婚したのは1290年であり、教会法によれば、結婚可能な年齢とされているのは12歳以上である。しかしその2年後の1292年にフェネンナは一人娘を出産しており、この時最低でも15歳程度だったと思われることから、彼女の出産時期を勘案すると出生は1268年から1277年の間だったと考えられる。ジェモミスウ公の子供たちのうち、フェネンナは長女エウフェミア（夭折）とレシェクとの間に挟まれた第2子だったとされる。
フェネンナという名前は聖書から採られており、預言者サムエルの父エルカナの2人の妻の一方にちなむ。この珍しい名前はポーランドでも滅多に名付けられることがなく、ピャスト家の女性たちの中でも彼女1人である。
「聖ヤドヴィガの系統図」はフェネンナがハンガリー王と婚約したと記している。ヤン・ドゥゴシュは、このハンガリー王とはイシュトヴァーン5世だと主張した。この推定は何の論拠もなく、明らかな間違い（イシュトヴァーン5世は1272年に死んでいる）だったが、18世紀まで事実だと信じられていた。彼女の本当の夫はアンドラーシュ3世で、このことはハンガリー語史料の豊富な記述から確定している。1290年から1295年までハンガリー王妃として君臨していた間、フェネンナはいくつかの文書にも署名しており、いずれも“Fenena”“Fennena”“F.”（フェネンナの頭文字）とサインがなされている。遺品である1291年の印璽も、王妃フェネンナがジェモミスウの娘だったことを証明している。この結婚のおかげで、再統合の進むポーランド「王国」はハンガリー王との親しい関係を築くことが出来た。
1290年7月、アンドラーシュ3世はハンガリー王に即位した。アンドラーシュ3世の最初の決定の一つが、ポーランドの実力者であったクヤヴィのヴワディスワフ1世短躯公との同盟締結であった。同盟のための交渉は9月に始まり、遅くとも10月9日にはクヤヴィの公女が王の花嫁としてハンガリーに到着した。1290年から、3つの史料の中でハンガリー王妃としてのフェネンナの名前が登場する。そのうち日付が書かれているのは1つだけで、11月24日となっている。このことから、アンドラーシュ3世とフェネンナとの結婚式が9月から11月下旬の間に執り行われたことがわかる。おそらく結婚式を終えてすぐ、フェネンナはハンガリー王妃として戴冠したのだろう。
この縁組は、ポーランド王位獲得の野心を実現させるため同盟者を探していた父方の伯父ヴワディスワフ1世の主導で進められた。ハンガリーとクヤヴィ公国との同盟関係は、両者にとって有益なものであった。クヤヴィの諸公たちは、アンドラーシュ3世がハンガリー王位請求者カルロ・マルテッロ・ダンジョとの内戦において、敵を倒すのを支援していた（カルロ・マルテッロはナポリ・アンジュー家の出身で、1290年に暗殺された「クマン人の王」ラースロー4世の甥だった）。その見返りにハンガリーは、ヴワディスワフ1世がボヘミア王ヴァーツラフ2世、グウォグフ公ヘンリク3世といったライバルたちと戦う際、食糧面、軍事面で彼を支援している。1293年からは、アンドラーシュ3世がクヤヴィ諸公に送っていた文書がハンガリー貴族たちに公開された。例えば、ヴワディスワフ1世がプレンドチンの戦いで勝利できるよう、パールとセラフィラというハンガリー人騎士を送りこむ、といったことなどが書かれている。1297年には、ヴワディスワフ短躯公がハンガリー人の支援を受けてヴィエルコポルスカとシロンスクに遠征したことが分かっている。
現存する同時代の史料では、うら若いフェネンナ自身がハンガリー宮廷で大きな役割を果たすことはなかったようである。しかしフェネンナの存在は、彼女の夫と伯父との同盟を支えるかすがいとなっていた。
史料はフェネンナの死について多くを語らない。このため王妃の死は、アンドラーシュ3世がオーストリアの公女アグネスとの再婚について、オーストリア宮廷と交渉をしていた事実から判明するのみである。確認できるほぼすべての史料が、アンドラーシュ3世とアグネスとの結婚の日付を1296年5月1日としている。ただし、1296年という年は一致しているが、細かい月日に関しては史料によってかなり開きがある。「ハンガリー王妃」の署名に関する問題が日付の混乱をさらに招いている。フェネンナによる最後の王妃署名が1295年9月8日であるのに対し、アグネスの最初の王妃署名は1295年5月1日なのである。アンドラーシュ3世とオーストリアの公女との結婚は1296年であるため、おそらくアグネスによる署名が、不正確に1年繰り上げられてされたのだろう。ハンガリー王の再婚が1296年だったという事実は現在ほぼ確実とされており、王は最初の妻の死に短期間喪に服した後、再婚の縁談を進めたと思われる。このため、フェネンナの死亡年は1295年だと考えられるのである。
フェネンナの死後、アンドラーシュ3世はヴワディスワフ1世の敵対者であるボヘミア王ヴァーツラフ2世と同盟した。アンドラーシュ3世は友好関係の一環として、一人娘のエルジェーベトをヴァーツラフ2世の長男（のちのヴァーツラフ3世）と1298年に婚約させた。しかし、この縁談が実現することはなかった。ヴァーツラフ3世は代わりヴィオラ・エルジュビェタ・チェシンスカと結婚し、1306年に暗殺された時にはヴィオラを離縁してエルジェーベトを新たな妃に迎えようとしていた。
1301年にアンドラーシュ3世が死ぬと、エルジェーベトはオーストリアの実家に帰った継母アグネスの元に引き取られ、スイスのテスにあるドミニコ会の女子修道院に入れられた。彼女はアールパード家最後の末裔として、1338年に死んだ。